# Cycnotrachelodes roelofsi
Cycnotrachelodes roelofsi is een keversoort uit de familie bladrolkevers (Attelabidae). De wetenschappelijke naam van de soort werd in 1877 gepubliceerd door Edgar von Harold.